# Daybed
En daybed er en type seng, og som også bruges til at sidde på. De står normalt ikke i et soveværelse, men i stue, kontorer og lignende.
Deres rammer kan være lavet af træ, metal elle en kombination af træ og metal.
En daybed er en blanding af en chaiselong, en sofa og en seng.